# The Diary of Anne Frank (serie de televisión)
El diario de Ana Frank es una adaptación de la BBC, en asociación con la France 2 (televisora francesa), de El diario de una joven, escrito por Deborah Moggach.
se emitió desde el 5 hasta el 9 de enero de 2009 en cinco episodios de media hora. Los representantes de la BBC han dicho que ellos "esperan que este drama traiga a Ana Frank viva a los televidentes de todas las generaciones." Un DVD de la serie fue lanzado el 12 de enero de 2009.
"Anne Frank" se comenzó a filmar en octubre de 2007, en el Reino Unido.

## Sinopsis
Basada en el diario de Ana Frank, la serie cuenta la historia de ocho judíos que para escapar de la persecución nazi se esconden en una habitación secreta en un edificio de Ámsterdam, donde viven durante dos años hasta ser capturados por las SS.

## Junio de 1942
La serie empieza en junio de 1942, en tiempos de guerra, cuando los nazis invaden Ámsterdam. Ana Frank , una adolescente judía celebra su cumpleaños número 13 - entre sus padres, recibe un diario con cuadrículas rojas y blancas. Días después, su hermana Margot Frank recibe una citación para ir a un campo de trabajo. Si Margot se va, probablemente no la volverían a ver. Sus padres Otto Frank y Edith Frank deciden poner en marcha sus planes para que la familia no deba separarse.
A la mañana siguiente, el 6 de julio de 1942, los Frank llegan a la oficina de su padre. Suben arriba para encontrarse un anexo secreto detrás de la construcción. Solo la gente de confianza, como Miep Gies y algunos más saben de su existencia, y están dispuestos a ayudarlos en su plan. En el anexo deben seguir reglas muy estrictas, en especial cuando los obreros (los cuales no saben de su existencia ni deben saberla) trabajan en la planta baja. Otto y Edith duermen en una habitación, con Margot y Ana en otra. En lo más alto del lugar, en el ático se guarda toda la comida. Próximamente, se convertiría en "la salida" para Ana, y puede echarle una mirada a un castaño y a la Torre de Westerker
Al principio, Margot y Edith se encuentran con el confinamiento difícil de soportar, mientras que Otto y Ana cosen telas para crear unas "cortinas". Pocos días después, se les unen los van Daan y su hijo Peter. Cuando llegan, traen varias cosas, en especial tensión, y mucha más, cuando Peter trae con él a su gato. Ana continúa escribiendo en su diario

## Octubre de 1942
Ahora es octubre de 1942. En el anexo, el inodoro se tapa, y su padre, Otto se ve forzado a desbloquearlo con sus propias manos, literalmente. Los ayudantes no judíos llaman a un plomero, y los habitantes del mismo están aterrorizados, ya que el plomero puede subir y encontrar el anexo. 
Ana no tarda mucho en darse cuenta de que la Señora van Daan es insoportable, ya que la crítica y le da órdenes, como sus padres nunca lo habían hecho. Pero en general se acostumbran a pasar su tiempo juntos y a la estricta rutina que deben cumplir. Otto comienza a supervisar sus estudios escolares, así no se quedan atrasadas en su vuelta al colegio. Por la noche, durante un bombardeo aéreo, Ana corre hacia su padre, realmente asustada.
Un día, Ana invita a Miep y a su esposo Jan para que se queden a cenar y a dormir en su habitación. Cuando se ponen de acuerdo, Ana dibuja un menú especial en su honor, el cual la Señora van Daan cocina para ellos. Pero Miep trae malas noticias, las cuales solo se las cuenta a los Frank. El apartamento de los van Daan fue saqueado. Ya no son propietarios de todo lo que alguna vez fueron. Días después, un dentista llamado Albert Dussel se esconderá con ambas familias, ya que el también es judío. Él dormirá en la cama de Margot.

## Noviembre de 1942
Ya es noviembre de 1942. La rutina en el anexo ahora está bien estabilizada. Otto queda en shock cuando descubre que el edificio va a ser vendido. Tienen miedo de que su propietario los demande. El contrato de arrendamiento no será cambiado por meses, así que por ahora la amenaza ha terminado.
Cuando Miep llega, cuenta que su útil tendero ha desaparecido. Además, le entrega a Dussel la última carta de su pareja. Esto enoja a Ana, ya que piensa que los está poniendo en peligro. Su padres están de acuerdo pero no intervienen. Esa tarde, Ana ayuda a lavar el cabello de su madre, y por una vez pueden estar cerca. Pronto es Hanukkah , y todos los habitantes del anexo lo celebran.
Las provisiones de comida están yendo cada vez peor, y Bep Voskuij de la oficina ahora viene todos los días a almorzar. Ana le pregunta al Señor Dussel si puede usar su escritorio en los horarios acordados, pero el mismo la regaña. Ana, enojada, le cuenta esto a su padre y consiguen que Ana pueda escribir en su escritorio más seguido. Ahora Dussel está aprendiendo español, para su vida después de la guerra.

## Junio de 1943
Es junio de 1943 y Ana está soñando que está con sus amigas en su fiesta de cumpleaños número 14. De repente, despierta solo para descubrir que está en el anexo. Su familia le regala cualquier cosa que puedan conseguir, pero el único regalo que la asombra es una barra de chocolate.
Las familias están desgastando sus ropas y ya no tienen dinero para sustituirlas. De hecho, los van Daan tienen algo de dinero y hablan sobre vender los abrigos de piel de la Señora van Daan. Otto mide a Margot y a Ana y descubren que Ana creció 3 pulgadas desde el año pasado. Ellos escuchan en la radio de la BBC de la capitulación de Italia (septiembre de 1943).
Ana se está convirtiendo en una mujercita y está sorprendida de sus cambios físicos y morales. Su periodo ya ha comenzado y es consiente de su sexualidad femenina. Incluso ha empezado a mirar a Peter de forma distinta. Cuando Peter sube al ático, le cuenta que lo ve diferente y se disculpa por su comportamiento en el pasado.
Le escribe una carta hiriente a su padre, describiendo lo independiente que ya es. Su padre no lo toma a bien, la regaña y, Ana, desconsolada, sube al ático para ver a Peter - del que ya se ha enamorado después de varias pláticas con el - y lo besa, lo cual hace que Peter , después de eso, la bese apasionadamente.

## Mayo de 1944
Los Frank son despertados por intrusos que entraron a robar en el edificio. Cuando el sonido parece detenerse, Peter y Otto bajan por las escaleras para cerrar la puerta y no llamar la atención de la policía.
Finalmente, su peor pesadilla se convierte en realidad el 4 de agosto de 1944, cuando la SD los descubre. Son llevados a distintos campos de concentración. La serie termina cuando Miep descubre los papeles de Ana.

## Reparto
- Ellie Kendrick como Ana Frank.
- Iain Glen, como Otto Frank.
- Tamsin Greig, como Edith Frank.
- Felicity Jones como Margot Frank.
- Nicholas Farrell, como el Sr. Dussel
- Kate Ashfield como Miep Gies.
- Lesley Sharp, como la señora Van Daan.
- Geoff Breton como Peter Van Daan.
- Ron Cook como Hermann Van Daan.
- Tim Dantay como el Sr. Kugler